# Havanna-Konferenz

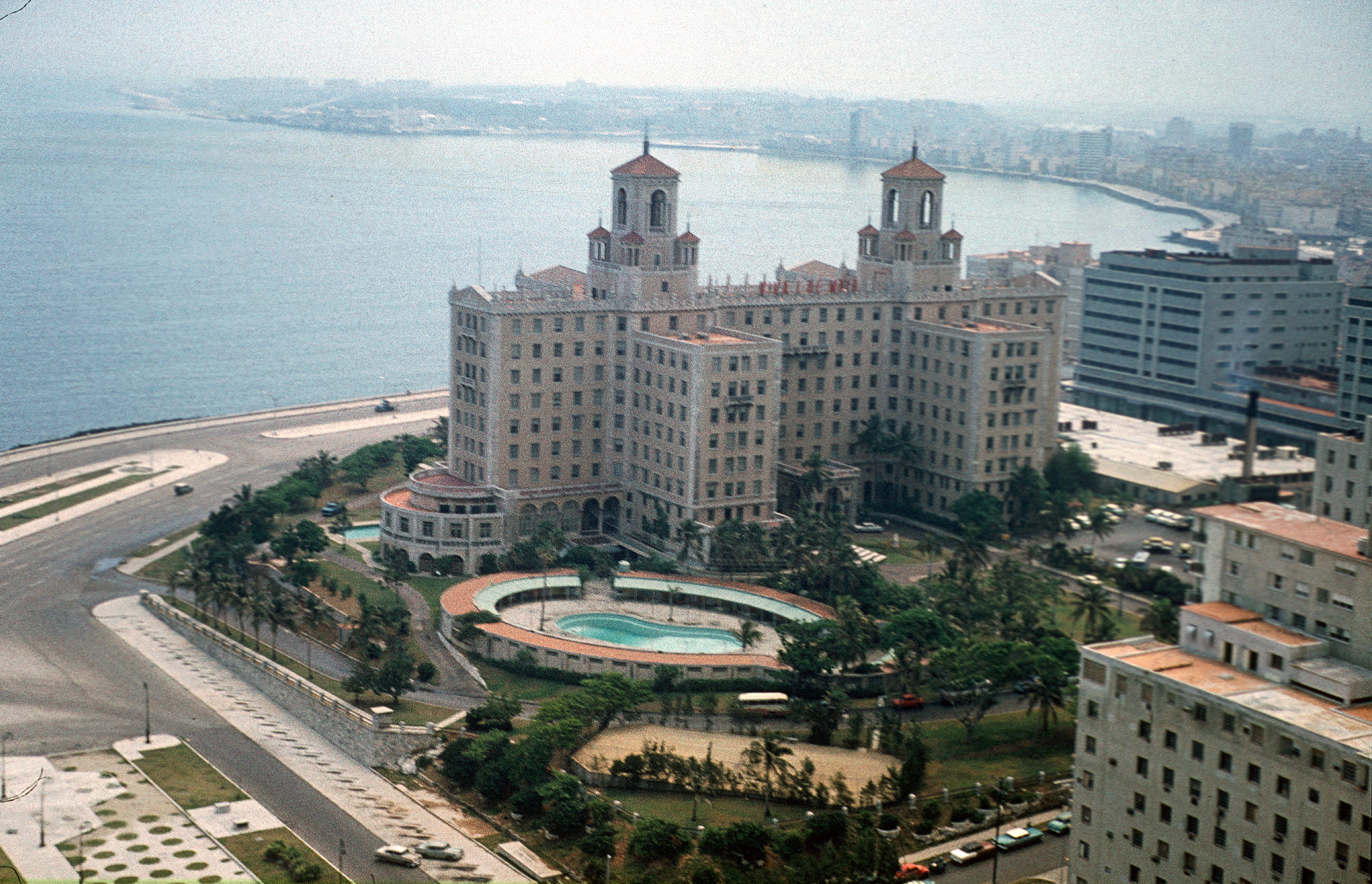
Hotel Nacional de Cuba

Die Havanna-Konferenz bezeichnet eine einwöchige Tagung hochrangiger Mobster der amerikanischen Cosa Nostra und Kosher Nostra, bzw. des sogenannten National Crime Syndicates, welche in der Woche vom 22. Dezember 1946 in Havanna auf Kuba im Hotel Nacional de Cuba stattgefunden haben soll. Die Havanna-Konferenz gilt als wichtigstes Gipfeltreffen seit der Atlantic-City-Konferenz von 1929, da hier wichtige Weichen für die nächsten Jahrzehnte gestellt wurden.

## Die Konferenz
Die Konferenz wurde von Charles „Lucky“ Luciano und Meyer Lansky einberufen. Anwesende Mobster repräsentierten New York City, New Jersey, Buffalo, Chicago, New Orleans und Florida. Untergebracht wurden die Mobster im Hotel Nacional de Cuba, an dem Meyer Lansky Anteile besaß.

## Tagungsthemen
Man sprach über die Unstimmigkeiten zwischen Vito Genovese und Frank Costello, nachdem Genovese die Vorherrschaft über die Luciano-Familie anstrebte, als Lucky Luciano nach Italien abgeschoben und Costello von Luciano offiziell zum neuen Boss der Familie ernannt wurde. Luciano forderte beide auf, ihre Differenzen ruhen zu lassen und sich die Hände zu reichen.
Ein Hauptthema der Konferenz war der weltweite Drogenhandel und die Operationen des Syndikats in den Vereinigten Staaten. Man sprach darüber, dass sie Einfluss und Macht an andere kriminelle Organisationen verlieren könnten, wenn sie sich nicht weiterhin aktiv am Drogenhandel beteiligen und ihn noch effizienter ausbauen würden.
Ein weiterer Punkt, den es zu klären galt, war das, was Meyer Lansky die „Siegel-Situation“ nannte, nachdem Lanskys Jugendfreund Benjamin „Bugsy“ Siegel bei dem Syndikat in Ungnade fiel, als sich die für den Bau benötigte Summe für sein „Flamingo“-Hotel versechsfachte und außerdem der Verdacht aufkam, Siegel hätte zusammen mit seiner Freundin Virginia Hill zwei Mio. US-Dollar des Budgets ins Ausland gebracht. Es soll über das Flamingo gesprochen und Siegels Tod beschlossen worden sein. Lansky gelang es nicht, die anderen Bosse zu beruhigen. Siegel wurde am 20. Juni 1947 in seinem Haus in Beverly Hills erschossen. Der Täter konnte nicht ermittelt werden. Nach der Ermordung Siegels wurde das Flamingo von Gus Greenbaum und Moe Sedway geleitet, woraufhin es bald große Gewinne erzielte.
Auf der Versammlung wurde auch der Grundstein für die Kasino-Geschäfte mit dem kubanischen Diktator Fulgencio Batista gelegt, dessen Berater Meyer Lansky geworden war.

## Teilnehmer
| Name                                  | Zuordnung            | Stadt         | Position    | Anmerkung |
| ------------------------------------- | -------------------- | ------------- | ----------- | --------- |
| Meyer Lansky                          |                      | Kuba          |             | Initiator |
| Charles „Lucky“ Luciano               | Luciano-Familie      | Kuba          |             | Initiator |
| Frank Costello                        | Luciano-Familie      | New York City | Boss        |           |
| Guarino „Willie“ Moretti              | Luciano-Familie      | New York City | Underboss   |           |
| Vito Genovese                         | Luciano-Familie      | New York City | Capo        |           |
| Joe Adonis                            | Luciano-Familie      | New York City | Capo        |           |
| Anthony „Little Augie Pisano“ Carfano | Luciano-Familie      | New York City | Capo        |           |
| Michele „Big Mike“ Miranda            | Luciano-Familie      | New York City | Capo        |           |
| Albert Anastasia                      | Mangano-Familie      | New York City | Underboss   |           |
| Joseph „Joe Bananas“ Bonanno, Sr.     | Bonanno-Familie      | New York City | Boss        |           |
| Thomas „Tommy“ Lucchese               | Gagliano-Familie     | New York City | Underboss   |           |
| Giuseppe „Joseph“ Profaci             | Profaci-Familie      | New York City | Boss        |           |
| Joseph Magliocco                      | Profaci-Familie      | New York City | Underboss   |           |
| Antonino Joseph Accardo               | Chicago Outfit       | Chicago       | Underboss   |           |
| Charles „Trigger Happy“ Fischetti     | Chicago Outfit       | Chicago       | Consigliere |           |
| Salvatore „Mooney Sam“ Giancana       | Chicago Outfit       | Chicago       | Capo        |           |
| Stefano „The Undertaker“ Magaddino    | Magaddino-Familie    | Buffalo       | Boss        |           |
| Carlos „The Little Man“ Marcello      | Matranga-Familie     | New Orleans   | Boss        |           |
| Santo Trafficante, Jr.                | Tampa Mafia          | Tampa         | Capo        |           |
| Abner „Longy“ Zwillman                |                      | New Jersey    |             |           |
| Morris Barney „Moe“ Dalitz            |                      | Cleveland     |             |           |
| Joseph „Doc“ Stacher                  |                      | Las Vegas     |             |           |
| Phillip „Dandy Phil“ Kastel           | Luciano-Assoziierter | Louisiana     |             |           |
| Frank Sinatra                         |                      | Los Angeles   | Entertainer |           |

## Im Film
- Im Film Der Pate – Teil II wird die Havanna-Konferenz adaptiert, als Michael Corleone nach Havanna reist, um an einem Treffen mit Hyman Roth (Charakter basiert auf Meyer Lansky) und anderen Mobstern teilzunehmen.
- In Bugsy aus dem Jahr 1991 wird verfilmt, wie die Mobster im Hotel Nacional de Cuba über die „Siegel-Situation“ diskutieren.
- Im Film Lansky wird verfilmt, wie von Meyer Lansky und anderen Mobstern über das vermeintlich gestohlene Geld aus dem Flamingo-Budget diskutiert und über Siegels Tod abgestimmt wird.